# Dolovi (gmina Podgorica)
Dolovi (cyr. Долови) – wieś w Czarnogórze, w gminie Podgorica. W 2011 roku liczyła 25 mieszkańców.